# Azerbaidjan als Jocs Paralímpics
L'Azerbaidjan (AZE) ha participat en els Jocs Paralímpics des de la seva edició d'Atlanta 1996. En els Jocs Paralímpics de Barcelona 1992 ho va fer com a membre de l'Equip Unificat. En el seu historial, Azerbaidjan ha conquistat un total de 38 medalles paralímpiques: 9 medalles d'or, 18 medalles de plata i 11 medalles de bronze. La millor participació d'una delegació azerbaiyana va ser als Jocs Paralímpics de Londres 2012 amb una collita de 4 medalles d'or, 5 de plata i 3 de bronze per sumar un total de 12 medalles paralímpiques. Azerbaidjan no ha participat en els Jocs Paralímpics d'Hivern. El país està representat pel Comitè Paralímpic Nacional de l'Azerbaidjan.

## Medalles
| Jocs Paralímpics    | Or | Plata | Bronze | Total | Rànquing |
| Rio de Janeiro 2016 | 1  | 8     | 2      | 11    | 48       |
| Londres 2012        | 4  | 5     | 3      | 12    | 61       |
| Pequín 2008         | 2  | 3     | 5      | 10    | 60       |
| Atenes 2004         | 2  | 1     | 1      | 4     | 45       |
| Sydney 2000         | 0  | 1     | 0      | 1     | 38       |
| Atlanta 1996        | 0  | 0     | 0      | 0     | 27       |
| Total               | 9  | 18    | 11     | 38    |          |